# Несо
Нѐсо (на италиански: Nesso; на ломбардски: Ness, Нес) е село и община в Северна Италия, провинция Комо, регион Ломбардия. Разположено е на 300 m надморска височина, на южнозападния бряг на езеро Лаго ди Комо. Населението на общината е 1249 души (към 2017 г.).